# Szczupakogłów
Szczupakogłów (Luciocephalus pulcher) – gatunek słodkowodnej, drapieżnej ryby z rodziny guramiowatych (Osphronemidae). Hodowany w akwariach.

## Występowanie
Półwysep Malajski, Borneo, Sumatra, archipelag Archipelag Riau i Wyspy Natuna.

## Opis
Ciało wydłużone, szczupakowate, duża głowa z szerokim, ostro zakończonym otworem gębowym. Płetwa grzbietowa przesunięta do nasady ogona. Płetwy brzuszne wydłużone.
Drapieżnik czatujący w ukryciu na ofiarę. Może być hodowany z rybami, których nie zdoła połknąć. Wymaga zbiornika gęsto obsadzonego roślinami, również pływającymi, rozpraszającymi światło, z licznymi kryjówkami wśród korzeni i kamieni. Woda powinna być systematycznie odświeżana poprzez częściową wymianę. Dorasta do ok. 18 cm długości.
| Zalecane warunki w akwarium | Zalecane warunki w akwarium        |
| --------------------------- | ---------------------------------- |
| Zbiornik                    | średni lub duży                    |
| Temperatura wody            | 22 – 28 °C                         |
| Twardość wody               | miękka do średnio twardej 2 – 15°n |
| Skala pH                    | 5,5 – 7,0                          |
| Pokarm                      | żywy i mrożony, małe ryby          |